# アストライアー

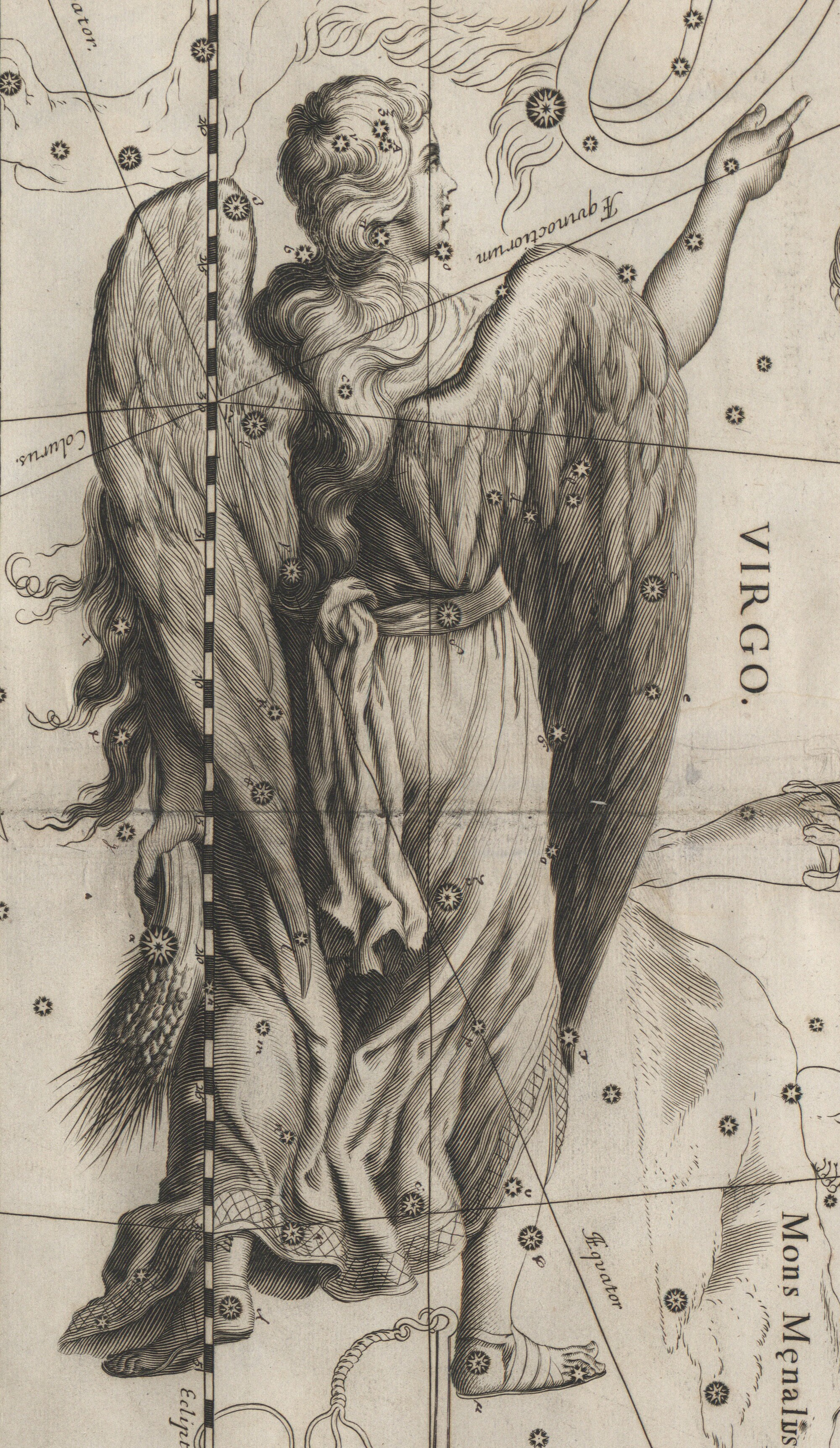
おとめ座

アストライアー （古希: Ἀστραία, Astraiā）は、ギリシア神話に登場する女神である。一説ではゼウスとテミスの娘。他説では星空の神アストライオスと暁の女神エーオースの娘。アストライアーの名は「星のごとく輝く者」「星乙女」の意味である。ホーラー（ホーライ）三女神の一柱で、正義の神格化であるディケー女神と同一視された。有翼の女性として表されることもある。
ラテン語形はアストラエアー（Astraea）またはアストレア。ローマ神話の正義の女神であるユースティティアと同一視された。
おとめ座は、乙女座物語の場合はデーメーデール、天秤座物語の場合はアストラエアーのこととされている。

## ギリシア神話
サートゥルヌスがクロノス、ユーピテルがゼウスである以外は、ローマ神話と基本的に同じ。

## ローマ神話
ヘレニズム以降の比較的新しい時代の神話によれば、人類の段階的な堕落に失望して地上を去ったという。
オウィディウスの『変身物語』によれば、地上がサートゥルヌスによって統治されていた時代、気候は常に温暖で、耕作せずとも自然は豊かな恵みをもたらしていた。
人類はこれに満足して、まだ文明を持つ必要がなく、法律も必要なく、自ずと平和に暮らしていた。この時代は黄金時代という。
しかし、ユーピテルがサートゥルヌスから政権を奪うと、時代は白銀時代となり、世界に四季がもたらされた。
人々は糧を得るために耕作を行わざるを得なくなり、寒暑から逃れるために住居に住むようになった。続く銅時代には、人類はついに武器を手にして争うようになった。
そして最後に鉄時代が訪れ、地上にはあらゆる悪行がはびこった。鉄や金などの地下資源を手にするようになった人類は、文明や経済を発達させ、所有欲に駆られて土地の私有や海外遠征を始めた。
アストラエアーは、神々の中で最後まで地上に留まって人々に正義を訴え続けたが、この時代に至り、ついに、欲望のままに行われた殺戮によって血に染まった地上を去った。
そして彼女は天に輝く星となり、それゆえ「星乙女」と呼ばれるようになった。現在その姿はおとめ座とも呼ばれている。また、善悪をはかるために所持している天秤がてんびん座になったとされている。
諸説ではペルセウスにアテーナーの神殿に行けと言ったのはアストラエアーだという。

## 後世の扱い
小惑星アストラエアは、彼女にちなんで名づけられた。
ウィリアム・シェイクスピアの『タイタス・アンドロニカス』においても言及され、ラルフ・ワルド・エマーソンも『アストライアー』（Astraea）という詩を残している。